# Al Bernard
Alfred A. Bernard (New Orleans, 23 november 1888 – New York, 6 maart 1949) was een Amerikaanse vaudevillezanger, oldtimemuzikant en komiek.

## Biografie
Al Bernard werd in 1888, mogelijk zelfs in 1887, geboren in New Orleans. Zijn ouders waren Alfred en Katharine Bernard. Hij bezocht de St. Francis School en later het Jesuit College. Bernards broer Joseph E. Bernard werd later ook entertainer.
Voordat Bernard platen opnam, reisde hij rond met minstrel- en vaudevilleshows. Rond deze tijd begon hij ook op te treden als 'blackface comedian', een amusementsvorm, die tegenwoordig telt als politiek incorrect. Begin 1919 maakte Bernard zijn eerste plaatopnamen voor Emerson Records. Onder zijn eerste opnamen was ook de St. Louis Blues, die werd geschreven door W.C. Handy. Dit nummer telt als een van de eerste opgenomen bluessongs van de geschiedenis en had grote invloed op de muziekindustrie. Bernard nam de song op voor in totaal acht verschillende labels. In mei verscheen zijn eerste plaat bij Vocalion Records en in hetzelfde jaar volgden meerdere, waaronder Bluin' The Blues, Don't Cry, Frenchy, Don't Cry, Shake, Rattle and Roll en I Want To Hold You In My Arms, die allen werden opgenomen met de Novelty Five.
In februari 1919 begon Bernard met zijn langjarige werk bij Edison Records met de opname van de Hesitation Blues. Naast Edison werkte Bernard ook voor Emerson Records, Vocalion Records, Okeh Records en Gennett Records. Bernard nam tijdens de komende jaren verdere songs op voor verschillende labels, dikwijls in verschillende versies. Daarbij nam hij de St. Louis Blues talloze keren op, zo ook in 1920 en in het opvolgende jaar ook met de Original Dixieland Jazz Band. W.C. Handy schreef in zijn autobiografie, dat Bernard een groot aandeel had aan de popularisering van de song en aan Handy's carrière. Zijn meest succesvolle song in 1919 was echter het duet I Want to Hold You in My Arms met Ernest Hare. Met Hare speelde hij steeds weer duetten voor Regal Records en Pathé Records, waarbij Bernard zich belastte met de vrouwenrol. Bernard was ook de eerste zanger, die de folksong Frankie and Johnny succesvol opnam. De song verscheen voor de eerste keer bij Brunswick Records.
In mei 1920 begon Bernard met zijn werk bij Victor Records en werd hij tijdens de komende jaren een veelgevraagde duetpartner. Niet alleen met Hare, maar ook met Bennie Krueger, J. Russel Robinson (als The Dixie Stars) en Frank Ferera. Als songwriter was Bernard ook bekend. Songs als Read 'Em and Weep, Spread Yo' Stuff, Stavin' Change en Papa String Bean zijn geheel of deels afkomstig uit zijn pen.
Vanaf 1925 werkte Bernard vaak samen met de oldtime-muzikant Vernon Dalhart en nam hij ook onder zijn eigen naam een reeks oude folk- en hillbilly-songs op, waaronder Little Brown Jug, New River Train, Cowboy's Lament, O Dem Golden Slippers en Casey Jones. Vaak werden op zijn hillbillyplaten ook songs geperst van authentieke muzikanten, toen bij een Grey Gull Records-plaat, op de B-kant Yodelin' Bill van Gene Autry (onder het pseudoniem 'Sam Hill') verscheen. Zijn in 1930 verschenen versie van de Hesitation Blues, samen met The Goofus Five, werd gezien als baanbrekend voor de western swing.
Bernard nam tot in de jaren 1950 platen op, echter met verreweg minder succes als in de jaren 1920.

## Privéleven en overlijden
In 1919 trouwde hij met Gertrude Anderson, met wie hij woonde in Manhattan (New York). Al Bernard overleed in maart 1949 op 60-jarige leeftijd in het St. Clare's Hospital en werd bijgezet op het Gate of Heaven Cemetery. Hij liet twee dochters en een werk van talloze platen van verschillende genres achter.